# Пархоменко Олександр Іванович
Олександр Іванович Пархоменко (нар. 9 вересня 1923 с. Новосілки Дніпрові (Вишгородський район, Києвська область) — пом. 1987) — український дитячий поет і письменник. Першими фундаторами літературного процесу на Сватівщині.

## Біографія
Олександр Пархоменко народився в селі Новосілках-Дніпрових 9 вересня 1923 року в сім'ї хлібороба. Село у 1964—1966 роках перестало існувати, бо замість села було створене водосховище — Київське водосховище. Тепер найближче селище Новосілки, Вишгородський район Київська область. Письменник, коли його питали малі читачі, де він народився, жартома відповідав: «На морськім дні»…
Під час Другої світової війни Пархоменко воював на фронті, а після демобілізації вступив на філологічний факультет Київського університету, який закінчив 1951 року. Ще студентом, — був перекладачем Українського радіо. Закінчивши педагогічний інститут, працював викладачем української мови та літератури в школі.
У 1956 році, разом з журналістом Миколою Щепенко та іншими, заснував при редакції Сватівської районної газети «Соціалістичне життя» (тепер — «Новини Сватівщини») літературний осередок, який назвали студією «Світанок». У газеті «Соціалістичне життя» вийшла перша «Літературна сторінка», в якій були написані вірші та оповідання для дітей. Пархоменко був постійним дописувачм
З 1957 по 1960 рік завідував редакцією дошкільної літератури видавництва «Веселка», потім десять років працював завідуючим літературним відділом журналу «Барвінок».
Писав українською мовою, переважно для дітей. Вірші писати Олександр Пархоменко почав ще в школі. Перша збірка поезій для дітей «Ранок» вийшла 1957 року. Слідом за нею з'являються низка книжок віршів і прозових творів для дошкільнят і молодших школярів. Твори публікувались у видавництві: «Дитвидав», «Веселка», «Молодь».

## Твори

### Вірші
- Ранок (1957)
- Навпаки — «Дитвидав», Київ (1958)
- Панько занеміг (1959)
- Калач та зернина — «Дитвидав», Київ (1961)
- Кораблі (1961)
- Орисне диво (1962)
- Тисяча журавлів — «Веселка», Київ (1965)
- Шумлять тополі в Шумську — «Веселка» (1966; 1975)
- Дума про червоних козаків — «Веселка», Київ (1967)
- Кажу, кажу казку — «Веселка», Київ (1971; 1987)
- Співучі колоски — «Веселка», Київ (1971)
- Чайки віщують погоду — «Веселка», Київ (1979)
- Ходили ми походами (думи) — «Веселка», Київ (1988)
- Вересневий жарт — «Веселка», Київ (1989)
- Вересневий жарт — «Веселка», Київ (1989)
- Що хвалити куликові? — «Веселка», Київ (1991)

### Твори інших авторів перекладені на українську мову
- Метелики-веселики — «Веселка», Київ (1980)

### Збірка віршів, оповідання у співавторстві
- Триста зерняткових братиків — «Веселка», Київ (1971)
- Вінок у морі — «Веселка», Київ (1974)
- Дума про Київ та його витязів — «Веселка», Київ (1981) — співавтор Богдан Чалий
- Ластівка день починає — «Веселка», Київ (1981)
- Дружба починається з усмішки — «Веселка», Київ (1982)
- Митькозавр із Юрківки — «Веселка», Київ (1983)
- Де найкраща земля — «Веселка», Київ (1986)

### Дитячі оповідання, повісті
- Миска груш — «Веселка», Київ (1964)
- Вона була мов іскра (1966)
- Проліски над Смолянкою — «Молодь», Київ (1967)
- Вічна стежка — «Веселка», Київ (1970)
- За райдугу — «Молодь», Київ (1970)
- Будь мені братом — «Молодь», Київ (1972)
- Летючий Федь — «Веселка», Київ (1972)
- Місток через кордон — «Молодь», Київ (1973)
- Вінок у морі — «Веселка», Київ (1974)
- Сімнадцяте літо — «Молодь», Київ (1975)
- Багряний фарватер — «Молодь», Київ (1978)
- Лесева перемога — «Веселка», Київ (1978)
- Ластівка день почина — «Веселка», Київ (1981)
- Навіщо любити зяблика — «Веселка», Київ (1982)
- Дивувалися ліси — «Веселка», Київ (1986)

### Дитячі книжки про Т.Г.Шевженка
- Вічна стежка (1970) — про зворушливу дружбу Тараса Шевченка з дітьми
- Горич — «Дитвидав», Київ (1963) — про маленьку подругу Шевченка, яка не могла вимовити «Григорович»

### Збірки творів
- Вибрані твори в 2 томах — «Веселка», Київ (1983)
- Казка про трьох вітрів: вірші та думи — «Веселка», Київ (1973)